# 马戈庄镇
马戈庄镇原是中国山东省青岛市平度市下辖的一个镇，现已撤销。

## 行政区划
马戈庄镇下辖马戈庄村、小张戈庄村、刘家堡村、坝口村、瓦庙口村、蔡家村、古庄北村、古庄南村、阎庄北村、阎庄南村、阎庄东村、逄家庄村、阎村、五甲埠村、大槐树村、小官寨村、陶戈庄村、小营村、埠口村、明家店子村、傅李庄村、前房家村、天新庄村、孙家套村、杨家圈村、大驾埠村、西店子村、北张家村、吉林村、北官庄村、唐戈庄村、冢前村、冢东村、冢西村。